# Ratyń (meteoryt)
Ratyń – meteoryt spadły 24 sierpnia 1880 roku w miejscowości Ratyń w Polsce. Meteoryt nie zachował się do naszych czasów.
Meteoryt ten prawdopodobnie był meteorytem kamiennym i pochodził z tego samego ciała niebieskiego co meteoryty: Mt. Tazerzait, Baszkówka i Tjerebon. Daty spadków tych meteorytów oraz ich budowa są na tyle zbliżone, że przed wejściem w atmosferę ziemską mogły poruszać się po podobnej trajektorii. Według relacji świadków spadkowi towarzyszył głośny huk i okropny szum. Meteoryt wpadł między kosiarzy na łące, owiewając ich gorącym jak żar wiatrem. Meteoryt ważył około 1 kg i miał nieforemny kształt. Był twardy jak szkliwo, a powierzchnia miała otoczkę opalenizny. Znaleziony meteoryt był fragmentem większej całości i podobny był do „skrystalizowanej soli”. Po wydobyciu go z ziemi z głębokości „około 1/4 łokcia” został zaniesiony do wójta gminy Golina, pana Johna. Od tamtej pory meteoryt zaginął.